# Cantonul Limoges-Landouge
Cantonul Limoges-Landouge este un canton din arondismentul Limoges, departamentul Haute-Vienne, regiunea Limousin, Franța.

## Comune
| Comune  | Populație (1999) | Cod poștal | Cod INSEE |
| ------- | ---------------- | ---------- | --------- |
| Limoges | 14.041           | 87100      | 87085     |